# Victor McLaglen
Victor Andrew de Bier Everleigh McLaglen (ur. 10 grudnia 1886 w Royal Tunbridge Wells, zm. 7 listopada 1959 w Newport Beach) – brytyjsko-amerykański aktor filmowy i telewizyjny, a także zawodowy bokser. Laureat Oscara za pierwszoplanową rolę w filmie Potępieniec (1935). W 1953 otrzymał nominację za drugoplanową rolę w filmie Spokojny człowiek (1952). Uczestnik I wojny światowej
Jego syn Andrew V. McLaglen był reżyserem filmowym.

## Wybrana filmografia
- Zniesławiona (1931)
- Potępieniec (1935)
- Strzelec z Bengalu (1937)